# Pahiño
Manuel Fernández Fernández, besser bekannt als Pahiño, (* 21. Januar 1923 in Vigo; † 12. Juni 2012 in Madrid) war ein spanischer Fußballspieler.

## Werdegang
Pahiño begann seine Laufbahn bei den kleinen Klubs seiner Region, Navia und Arenas de Alcabre.
Mit 19 Jahren wechselte er zunächst in die Jugend des damaligen Erstdivisionärs Celta Vigo, konnte sich aber nach kurzer Zeit schon einen Platz im ersten Kader sichern. Der beidbeinig begabte und kopfballstarke Pahiño machte sich schnell einen Namen als einer der besten Stürmer der spanischen Liga und so gewann er in der Saison 1947/48 die Pichichi-Trophäe für den erfolgreichsten Torjäger.
In der folgenden Saison wechselte er, zusammen mit seinem Teamkollegen Miguel Muñoz, zu Real Madrid, wo er in fünf Saisons insgesamt 108 Tore erzielen konnte. Obwohl er sich als einer der besten Stürmer Spaniens etablierte, konnte er keinen einzigen Titel mit den Hauptstädtern gewinnen. 1953, zum Zeitpunkt als Alfredo Di Stéfano verpflichtet wurde, verließ Pahiño den Klub und wechselte zu Deportivo La Coruña.
In seiner galicischen Heimat verbrachte er drei weitere Saisons, bevor der damals bereits 33-jährige Stürmer zum Zweitdivisionär FC Granada wechselte und prompt zum Aufstieg in die Primera División beitrug.
Obwohl Pahiño keinen einzigen Titel gewinnen konnte und nur drei Mal für die spanische Nationalmannschaft spielte, gilt er mit seinen 210 Ligatreffern bis heute als einer der erfolgreichsten Torjäger der spanischen Fußballgeschichte. In einem Interview machte er im Jahre 2009 sein unter der Franco-Diktatur problematisches Image, ein „roter“ (linksorientierter) Fußballer zu sein, dafür verantwortlich, nicht für die Weltmeisterschaft 1950 nominiert worden zu sein.

## Erfolge
Pichichi-Trophäe (bester Torjäger der La Liga): 1948, 1952